# ارتش پروس خاوری (ورماخت)
ارتش پروس خاوری (آلمانی: Armeeoberkommando Ostpreußen) از ارتش‌های وابسته به آلمان نازی در جنگ جهانی دوم بود.
این ارتش تمامی نیروهای واقع در پروس خاوری و پروس باختری را کنترل می‌کرد.